# Thomas Beretta

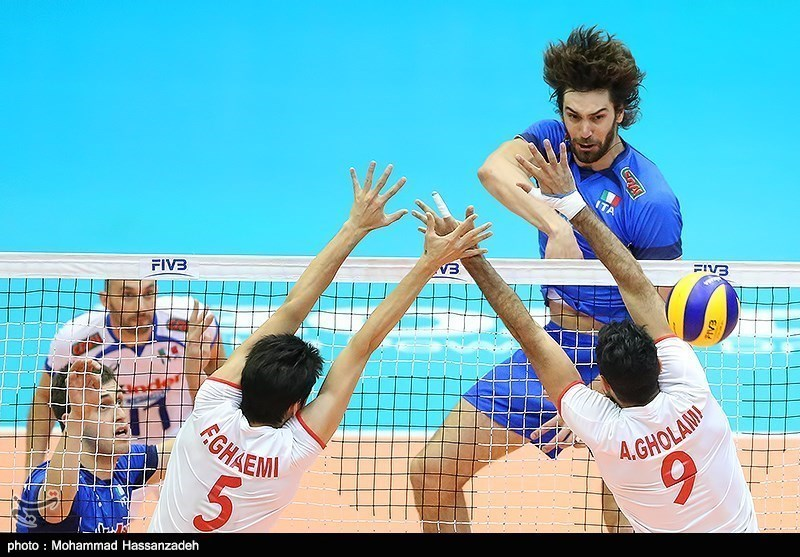
Thomas Beretta atakuje z pierwszego tempa w meczu Iran-Włochy w Lidze Światowej 2014

Thomas Beretta (ur. 18 kwietnia 1990 w Mediolanie) – włoski siatkarz, reprezentant kraju, grający na pozycji środkowego. 
Jego dziewczyną jest siatkarka Sara Loda.

## Sukcesy klubowe
Puchar Challenge:
- 2019, 2024[2]

Puchar CEV:
- 2022[3]

Serie A1:
- 2024[4]

## Sukcesy reprezentacyjne
Liga Światowa:
- 2013, 2014

Mistrzostwa Europy:
- 2013

Puchar Wielkich Mistrzów:
- 2013